# Harsud
Harsud là một thị xã và là một nagar panchayat của quận East Nimar thuộc bang Madhya Pradesh, Ấn Độ.

## Địa lý
Harsud có vị trí 22°06′B 76°44′Đ / 22,1°B 76,73°Đ Nó có độ cao trung bình là 244 mét (800 feet).

## Nhân khẩu
Theo điều tra dân số năm 2001 của Ấn Độ, Harsud có dân số 15.869 người. Phái nam chiếm 52% tổng số dân và phái nữ chiếm 48%. Harsud có tỷ lệ 69% biết đọc biết viết, cao hơn tỷ lệ trung bình toàn quốc là 59,5%: tỷ lệ cho phái nam là 77%, và tỷ lệ cho phái nữ là 61%. Tại Harsud, 14% dân số nhỏ hơn 6 tuổi.